# Colonia Mayo
Colonia Mayo o Mayo es una localidad argentina ubicada en el departamento Cruz Alta de la Provincia de Tucumán, que depende administrativamente de la Comuna de Los Pérez. Se halla a la vera de la ruta Provincial 321, la cual constituye su principal vía de comunicación vinculándola al norte con Macomita y al sur con Los Ralos.

## Población
Desde el censo de 2001 la denomina como Colonia Mayo - Barrio La Milagrosa, a la cual adjudica la población sin distinguir la población de ambos núcleos.
Cuenta con 909 habitantes (Indec, 2010), lo que representa un incremento del 16% frente a los 782 habitantes (Indec, 2001) del censo anterior.
- Datos: Q5777802